# Homodiaetus anisitsi
Homodiaetus anisitsi är en fiskart som beskrevs av Eigenmann och Ward, 1907. Homodiaetus anisitsi ingår i släktet Homodiaetus och familjen Trichomycteridae. Inga underarter finns listade i Catalogue of Life.